# Jacques-Rémy Maingon
Pour les articles homonymes, voir Maingon.
Jacques-Rémy Maingon (Jouy, 15 mars 1765-île d'Aix, 13 avril 1809), est un officier de marine français.

## Biographie
Il fait des études de mathématiques à Reims et entre dans la marine comme pilotin en février 1782 sur l' Ariel. Il participé alors à une longue campagne sur les côtes africaines puis à Terre-Neuve, en Amérique du Nord et aux Antilles.
Aide pilote sur la Loire (mai 1784), il voyage en Baltique puis devient second pilote sur le Réfléchi (mars 1785) à la station des Antilles et de Terre-Neuve. Il enseigne alors les mathématiques aux équipages volontaires.
En 1787-1788, il est professeur d'hydrologie à Brest puis embarque en octobre 1788 sur la Thétis pour l'océan Indien. Il parcourt ainsi les côtes indiennes et birmanes, enseigne les mathématiques à l'île de France et revient en France en novembre 1790.
Enseigne non entretenu (février 1794), il est promu lieutenant de vaisseau en mai 1794 et sert alors comme officier de manœuvre sur le Tyrannicide avec lequel il prend part au combat de prairial avant de passer sur l'Invincible et sur la Constitution (en).
Capitaine de frégate (mars 1799) sur l'Océan, il commande en mai 1800 à Brest la Fidèle et est nommé en septembre 1803 capitaine de vaisseau. Commandant de la Félicité (août 1803), de la Comète (septembre 1804) puis de l'Aquilon (décembre 1804) dans l'escadre de Brest menée par Ganteaume, il rallie en mars 1809 l'escadre de l'amiral Allemand à Rochefort et participe à l'affaire dite des brûlots de Rochefort durant laquelle il est tué le 13 avril 1809.

## Récompenses et distinctions
- Officier de la Légion d'honneur (1805)[1].

## Publications
On lui doit des cartes et des mémoires scientifiques ainsi que :
- Instruction sur un nouveau quartier de réduction, 1797
- Considérations nouvelles sur divers points de mécanique, 1807